# Ji Yoon-ho
Yoon Byung-ho (en hangul, 윤병호; hanja: 尹炳護; RR: Yun Byeong-ho) más conocido como Ji Yoon-ho (hangul: 지윤호; RR: Ji Yun-ho), es un actor surcoreano.

## Biografía
Estudió teatro en la Universidad Chung-Ang.
El 13 de junio de 2019 inició su servicio militar obligatorio.

## Carrera
Es miembro de la agencia Huayi Brothers Entertainment (화이브라더스코리아).
En el 2014 se unió al elenco recurrente de la serie High School King of Savvy donde dio vida a Park Ki-hoon, un miembro mayor del equipo de hockey de Lee Min-suk (Seo In-guk).
En enero del 2016 se unió al elenco recurrente de la popular serie Cheese in the Trap, donde interpretó a Oh Yeong-gon, un estudiante universitario en Yeon-yi y un joven delincuente obsesionado con Hong Seol (Kim Go-eun).
El 17 de febrero del mismo año dio vida a Jae-byung, un empleado a tiempo parcial en la cafetería en la película Like For Likes.
En octubre del mismo año se unió al elenco recurrente de la serie Sweet Stranger and Me, donde interpretó a Lee Yong-gyoo, un cocinero en "Hong Dumplings" y el subordinado del chef Go Nan-gil (Kim Young-kwang).
En septiembre del 2017 se unió al elenco recurrente de la serie Argon, donde dio vida a Oh Seung-yong, un miembro del equipo de periodismo de investigación "Argón".
Ese mismo año apareció en la serie 20th Century Boy and Girl, donde interpretó a Hyun-woo, un concursante del programa "We Got Married".
El 22 de febrero del 2018 apareció como parte del elenco principal de la película In Between Seasons ,donde dio vida a Soo-hyun, un joven que cae en coma después de estar en un accidente durante un viaje con su novio Yong-joon (Lee Won-keun).

## Filmografía

### Series de televisión
| Año  | Título                    | Personaje     | Notas |
| ---- | ------------------------- | ------------- | ----- |
| 2011 | Bolder By The Day         | Cha Min-gook  |       |
| 2012 | Faith                     | Ji-ho         |       |
| 2014 | High School King of Savvy | Park Ki-hoon  |       |
| 2015 | Girls' Love Story         | Yoon-ho       |       |
| 2016 | Cheese in the Trap        | Oh Yeong-gon  |       |
| 2016 | Sweet Stranger and Me     | Lee Yong-gyoo |       |
| 2017 | Argon                     | Oh Seung-yong | [ 6 ] |
| 2017 | 20th Century Boy and Girl | Hyun-woo      |       |
| 2018 | Marry Me Now              | Han Tae-soo   |       |

### Películas
| Año  | Título               | Personaje    | Notas                                                                                                |
| ---- | -------------------- | ------------ | --- |
| 2015 | Love Clinic          | Estudiante   | junto a Oh Ji-ho, Kang Ye-won, Ha Joo-hee, Kim Min-kyo, Hong Seok-cheon, Kim Chang-ryul y Oh Min-suk |
| 2016 | Like For Likes       | Jae-byung    | junto a Lee Mi-yeon, Yoo Ah-in, Kim Joo-hyuk, Choi Ji-woo, Kang Ha-neul, Esom y Han Jae-young        |
| 2018 | In Between Seasons   | Soo-hyun     | junto a Bae Jong-ok, Lee Won-keun, Park Won-sang, Seo Jeong-yeon y Woo Ji-hyun                       |
| 2019 | Warning: Do Not Play | Kim Joon-seo | junto a Seo Ye-ji, Jin Sun-gyu, Kim Bo-ra, Cha-yeob, Jo Jae-young y Kim Mi-kyung                     |

### Aparición en videos musicales
| Año  | Intérpretes  | Canción                                   | Notas  |
| ---- | ------------ | ----------------------------------------- | ------ |
| 2011 | Davichi      | "Don’t Say Goodbye" (안녕이라고 말하지마) | [ 11 ] |
| 2014 | Ladies' Code | "So Wonderful" (쏘 원더풀)                | [ 12 ] |

### Teatro
| Año | Título                      | Personaje | Notas |
| --- | --------------------------- | --------- | ----- |
| -   | 작가를 찾는 6인의 등장인물' | -         |       |

### Anuncios
| Año  | Título                                  | Notas |
| ---- | --------------------------------------- | ----- |
| -    | JOFF 지면                               |       |
| -    | 필립스 에어플로스                       |       |
| -    | SK이노베이션                            |       |
| -    | 바이크리페어샵                          |       |
| 2009 | VANS                                    |       |
| 2016 | 아웃백스테이크하우스 '더 레드 스테이크' |       |